# مکانیزم انتقال بار
مکانیسم های انتقال بار مدل های نظری هستند که هدف آنها توصیف کمی جریان جریان الکتریکی از طریق یک محیط است.

## نظریه
جامدات بلوری و جامدات مولکولی دو مورد شدید متفاوت از مواد هستند که سازوکارهای انتقال بار کاملاً متفاوتی از خود نشان می‌دهند. در حالیکه
در جامدات بی نظم ، پتانسیل‌های بی‌نظم منجر به اثرات ضعیف موضعی (تله‌ها) می‌شود که باعث کاهش م‌انگین مسیر آزاد و از این رو تحرک بارهای متحرک می‌شد. ترکیب مجدد حامل همچنین باعث کاهش تحرک می‌شود.
| پاامتر          | حمل‌ونقل باند ( حمل و نقل بالستیک )                                                         | حمل‌ونقل                                                                                               |
| --------------- | ------------------------------------------------------------------------------------------ | --- |
| مثال ها         | نیمه هادی های بلوری                                                                        | جامدات بی نظیر ، نیمه هادی های نیمه بلوری و آمورف                                                     |
| سازوکار اساسی   | عملکرد موج مولکولی جدا از کل حجم                                                           | انتقال بین سایتهای محلی از طریق تونل زنی (الکترون) یا عبور از موانع احتمالی (یونها)                   |
| فاصله بین سایت  | طول پیوند (کمتر از 1) نانومتر)                                                             | به‌طور معمول بیش از 1 نانومتر                                                                          |
| مسیر آزاد متوسط | بزرگتر از فاصله بین سایت                                                                   | فاصله بین سایت                                                                                        |
| تحرک            | به‌طور معمول بزرگتر از 1 است cm 2 / Vs ؛ مستقل از میدان الکتریکی با افزایش دما کاهش می یابد | به‌طور معمول کوچکتر از 0.01 است cm 2 / Vs ؛ بستگی به میدان الکتریکی دارد. با افزایش دما افزایش می یابد |

با شروع از قانون اهم و استفاده از تعریف رسانایی ، می توان برای جریان به عنوان تابعی از حامل بار μ و میدان الکتریکی اعمال شده ، عبارت مشترک زیر را بدست آورد:
{\displaystyle I=GV=\sigma {\frac {A}{\ell }}V=\sigma AE=en\mu AE}
رابطه {\displaystyle \sigma =en\mu } هنگامی است که غلظت حالتهای موضعی به‌طور قابل توجهی بالاتر از غلظت حاملهای بار است ، و با این فرض که پرش‌ها از یکدیگر مستقل هستند.
به‌طور کلی ، تحرک حامل μ به دما T ، به میدان الکتریکی اعمال شده E و غلظت حالت های موضعی N بستگی دارد. بسته به مدل ، افزایش دما ممکن است تحرک حامل را افزایش یا کاهش دهد ، میدان الکتریکی اعمال شده می تواند با کمک به افزایش تحرک یونیزاسیون حرارتی بارهای به دام افتاده و افزایش غلظت حالت های موضعی ، تحرک را نیز افزایش دهد. حمل و نقل شارژ در یک ماده ممکن است بسته به نوع و دمای اعمال شده توسط مدلهای مختلف توصیف شود.

### تمرکز حالات موضعی
تحرک حامل به شدت به غلظت حالت های موضعی به صورت غیرخطی بستگی دارد. در مورد پریدن نزدیکترین همسایه ، که حد غلظت های کم است ، می توان عبارت زیر را برای نتایج آزمایشی تطبیق داد:
{\displaystyle \mu \propto \exp \left(-{\frac {2}{\alpha N_{0}^{1/3}}}\right)}
جایی که {\displaystyle N_{0}} غلظت است و {\displaystyle \alpha } طول موضعیت حالات موضعی است. این معادله مشخصه پرش حامل بار نامنسجم است که در غلظت های کم صورت می گیرد ، جایی که عامل محدود کننده، افت نمایی احتمال پرش با فاصله بین سایتهاست.
بعضی اوقات این رابطه به جای جریان برای هدایت بیان می شود:
{\displaystyle \sigma =\sigma _{0}\exp \left(-{\frac {\gamma }{\alpha N_{0}^{1/3}}}\right)}
جایی که {\displaystyle N_{0}} غلظت سایت های توزیع شده به‌طور تصادفی است ، {\displaystyle \sigma _{0}} غلظت مستقل است ، {\displaystyle \alpha } شعاع موضعیت است ، و {\displaystyle \gamma } یک ضریب عددی است.
در غلظت های بالا ، انحرافی از مدل نزدیکترین همسایه مشاهده می شود و به جای توصیف حامل بار ، از هاپینگ با دامنه متغیر استفاده می شود. از هاپینگ با دامنه متغیر می توان برای توصیف سیستم های بی نظم مانند پلیمرهای دوپ شده با مولکول ، شیشه‌های با وزن مولکولی کم و پلیمرهای کونژوگه استفاده کرد. در حد سیستمهای بسیار رقیق ، وابستگی نزدیکترین همسایه {\displaystyle \ln \sigma \propto -\gamma \alpha ^{-1}N_{0}^{-1/3}} معتبر است ، اما فقط با {\displaystyle \gamma \simeq 1.73} .

### وابستگی به دما
در تراکم حامل کم ، فرمول موت برای هدایت وابسته به دما برای توصیف حامل بار استفاده می شود. در هاپینگ متغیر داریم:
{\displaystyle \sigma =\sigma _{0}\exp \left[-\left({\frac {T_{0}}{T}}\right)^{\frac {1}{4}}\right]}
که {\displaystyle T_{0}} یک پارامتر است که دمای مشخصه را نشان می دهد. برای دمای پایین ، با فرض یک شکل سهموی از تراکم حالت های نزدیک به سطح فرمی ، رسانایی توسط:
{\displaystyle \sigma =\sigma _{0}\exp \left[-\left({\frac {{\tilde {T}}_{0}}{T}}\right)^{\frac {1}{2}}\right]}
نشان داده می شود و در تراکم حامل بالا ، وابستگی به آرنیوس مشاهده می شود:
{\displaystyle \sigma =\sigma _{0}\exp \left(-{\frac {E_{a}}{k_{\text{B}}T}}\right)}
در حقیقت ، رسانایی الکتریکی مواد بی نظم تحت بایاس DC دارای شکل مشابهی برای یک دامنه دمایی بزرگ است که به عنوان هدایت فعال نیز شناخته می شود:
{\displaystyle \sigma =\sigma _{0}\exp \left[-\left({\frac {E_{a}}{k_{\text{B}}T}}\right)^{\beta }\right]}

### میدان الکتریکی کاربردی
زمینه های الکتریکی بالا باعث افزایش تحرک مشاهده شده می شود:
{\displaystyle \mu \propto \exp \left({\sqrt {E}}\right)}
نشان داده شد که این رابطه طیف وسیعی از نقاط قدرت میدان را حفظ می کند.

### رسانایی AC
قسمتهای واقعی و خیالی رسانایی AC برای طیف وسیعی از نیمه هادیهای بی نظم به شکل زیر است:
{\displaystyle \Re \sigma (\omega )=C\omega ^{s}}
{\displaystyle \Im \sigma (\omega )=C\tan {\frac {\pi s}{2}}\omega ^{s}}
که در آن C ثابت است و s معمولاً کوچکتر از وحدت است.
در نسخه اصلی آن  مدل مانع تصادفی (RBM) برای رسانایی AC در جامدات بی نظم پیش بینی شده است
{\displaystyle \sigma (\omega )=\sigma _{0}{\frac {i\omega \tau }{\ln(1+i\omega \tau )}}\,.}
اینجا {\displaystyle \sigma _{0}} رسانایی DC است و {\displaystyle \tau } زمان مشخصه (فرکانس معکوس) شروع رسانایی AC است. بر اساس حدس تقریباً دقیق الکساندر-اورباخ برای بعد هارمونیک خوشه تراکم ،  نمایش دقیق تر هدایت RBM AC در سال 2008 ارائه شده است 
{\displaystyle \ln {\tilde {\sigma }}=({i{\tilde {\omega }}}/{\tilde {\sigma }})^{2/3}}
که در آن {\displaystyle {\tilde {\sigma }}=\sigma (\omega )/\sigma _{0}} و {\displaystyle {\tilde {\omega }}} فرکانس مقیاس گذاری شده است.

### رسانش یونی
مقاومت الکترونیکی الکترولیت های لایه نازک مشابه هدایت الکترون، به میدان الکتریکی اعمال شده بستگی دارد ، به‌طوری که وقتی ضخامت نمونه کاهش می یابد ، هم به دلیل کاهش ضخامت و هم افزایش رسانایی ناشی از میدان ، هدایت بهبود می یابد. وابستگی میدانی چگالی جریان j از طریق یک رسانای یونی ، با فرض اینکه یک مدل پیاده روی تصادفی با یونهای مستقل تحت یک پتانسیل تناوبی بدست آمده است:
{\displaystyle j\propto \sinh \left({\frac {\alpha eE}{2k_{\text{B}}T}}\right)}
که در آن α جدایی بین سایت است.

## تعیین تجربی مکانیسم های حامل بار
توصیف خصوصیات انتقال بار،ر مستلزم ساخت دستگاه و اندازه گیری خصوصیات ولتاژ جریان آن است. دستگاه هایی برای مطالعاتانتقاللبار معمولاً توسط رسوبات لایه نازک یا اتصالات شکسته ساخته می شوند . مکانیسم حمل و نقل غالب در یک دستگاه اندازه گیری شده را می توان با تجزیه و تحلیل هدایت افتراقی تعیین کرد. در فرم دیفرانسیل ، مکانیسم انتقال را می توان بر اساس ولتاژ و درجه حرارت وابسته به جریان از طریق دستگاه تشخیص داد.
| مکانیزم حمل و نقل                             | تأثیر میدان الکتریکی                              | فرم عملکردی | فرم دیفرانسیل |
| --------------------------------------------- | ------------------------------------------------- | --- | --- |
| تونل گذاری فاولر-نوردهایم ( انتشار میدانی ) a |                                                   | {\displaystyle I=A_{\text{eff}}{\frac {e^{3}m}{8\pi hm\phi _{\text{B}}}}E^{2}\exp \left(-{\frac {8\pi {\sqrt {2m}}}{3he}}{\frac {\phi _{\text{B}}^{3/2}}{E}}\right)}                                      | {\displaystyle {\frac {\mathrm {d} \ln I}{\mathrm {d} V}}={\frac {1}{V}}+{\frac {4\pi }{3he}}{\sqrt {2m}}{\frac {\phi _{\text{B}}^{3/2}}{V^{2}}}}                                               |
| تابش حرارتی b                                 | ارتفاع مانع را کاهش می دهد                        | {\displaystyle I=A_{\text{eff}}A^{\star }T^{2}\exp \left[-{\frac {e}{k_{\text{B}}T}}\left(\phi _{\text{B}}-{\sqrt {\frac {eE}{4\pi \epsilon _{0}\epsilon _{r}}}}\right)\right]}                           | {\displaystyle {\frac {\mathrm {d} \ln I}{\mathrm {d} V}}={\frac {e}{4k_{\text{B}}T}}\left({\frac {e}{\pi \epsilon _{0}\epsilon _{r}}}\right)^{\frac {1}{2}}V^{-{\frac {1}{2}}}}                |
| معادله آرنیوس c                               |                                                   | {\displaystyle I=e\mu nE\exp \left(-{\frac {E_{a}}{k_{\text{B}}T}}\right)} | {\displaystyle {\frac {\mathrm {d} \ln I}{\mathrm {d} E}}={\frac {1}{E}}} |
| پولپ - فرنکل پرش کردن                         | یونیزاسیون حرارتی بارهای به دام افتاده کمک می کند | {\displaystyle I=e\mu nE\exp \left[-{\frac {e}{k_{\text{B}}T}}\left(\phi _{\text{B}}-{\sqrt {\frac {eE}{4\pi \epsilon _{0}\epsilon _{r}}}}\right)\right]}                                                 | {\displaystyle {\frac {\mathrm {d} \ln I}{\mathrm {d} E}}={\frac {1}{E}}+{\frac {e}{4k_{\text{B}}T}}\left({\frac {e}{\pi \epsilon _{0}\epsilon _{r}}}\right)^{\frac {1}{2}}E^{-{\frac {1}{2}}}} |
| تونل زنی به کمک حرارت d                       |                                                   | {\displaystyle I={\frac {V}{2\pi }}\left({\frac {k_{\text{B}}Tt}{2\pi }}\right)^{\frac {1}{2}}\exp \left(-{\frac {\phi }{k_{\text{B}}T}}+{\frac {V^{2}\Theta }{24\left(k_{\text{B}}T\right)^{3}}}\right)} | {\displaystyle {\frac {\mathrm {d} \ln I}{\mathrm {d} V}}={\frac {1}{V}}+{\frac {V\Theta }{12\left(k_{\text{B}}T\right)^{3}}}}                                                                  |

| ^ {\displaystyle I} is the measured current, {\displaystyle V} is the applied voltage, {\displaystyle A_{\text{eff}}} is the effective contact area, {\displaystyle h} is Planck's constant, {\displaystyle \phi _{\text{B}}} is the barrier height, {\displaystyle E} is the applied electric field, {\displaystyle m} is the effective mass. |
| ^ {\displaystyle A^{\star }} is Richardson's constant, {\displaystyle T} is the temperature, {\displaystyle k_{\text{B}}} is Boltzmann's constant, {\displaystyle \epsilon _{0}} and {\displaystyle \epsilon _{r}} are the vacuum the relative permittivity, respectively.                                                                     |
| ^ {\displaystyle E_{a}} is the activation energy. |
| ^ {\displaystyle t=t(y)} is an elliptical function; {\displaystyle \Theta } is a function of {\displaystyle t}، the applied field and the barrier height. |

بیان تحرک به عنوان محصولی از دو اصطلاح ، اصطلاح مستقل از زمینه و اصطلاح وابسته به زمینه ، معمول است:
{\displaystyle \mu =\mu _{0}\exp \left(-{\frac {\phi }{k_{\text{B}}T}}\right)\exp \left({\frac {\beta {\sqrt {E}}}{k_{\text{B}}T}}\right)}
جایی که {\displaystyle \phi } انرژی فعال سازی است و β وابسته به مدل است. به عنوان مثال ، برای پولپ - فرنکل ،
{\displaystyle \beta _{\text{PF}}={\sqrt {\frac {e^{3}}{\pi \epsilon _{0}\epsilon _{r}}}}}
وقتی ارتفاع سد کم است ، تونل زدن و انتشار ترمونیک معمولاً مشاهده می شود. تونل زنی با کمک حرارت یک مکانیسم "ترکیبی" است که سعی در توصیف طیف وسیعی از رفتارهای همزمان ، از تونل زنی تا انتشار حرارتی دارد.

## بیشتر خواندن
- Nevill Francis Mott; Edward A Davis (2 February 2012). Electronic Processes in Non-Crystalline Materials (2nd ed.). OUP Oxford. ISBN 978-0-19-102328-6..mw-parser-output cite.citation{font-style:inherit}.mw-parser-output .citation q{quotes:"\"""\"""'""'"}.mw-parser-output .id-lock-free a,.mw-parser-output .citation .cs1-lock-free a{background:linear-gradient(transparent,transparent),url("//upload.wikimedia.org/wikipedia/commons/6/65/Lock-green.svg%22)right 0.1em center/9px no-repeat}.mw-parser-output .id-lock-limited a,.mw-parser-output .id-lock-registration a,.mw-parser-output .citation .cs1-lock-limited a,.mw-parser-output .citation .cs1-lock-registration a{background:linear-gradient(transparent,transparent),url("//upload.wikimedia.org/wikipedia/commons/d/d6/Lock-gray-alt-2.svg%22)right 0.1em center/9px no-repeat}.mw-parser-output .id-lock-subscription a,.mw-parser-output .citation .cs1-lock-subscription a{background:linear-gradient(transparent,transparent),url("//upload.wikimedia.org/wikipedia/commons/a/aa/Lock-red-alt-2.svg%22)right 0.1em center/9px no-repeat}.mw-parser-output .cs1-subscription,.mw-parser-output .cs1-registration{color:#555}.mw-parser-output .cs1-subscription span,.mw-parser-output .cs1-registration span{border-bottom:1px dotted;cursor:help}.mw-parser-output .cs1-ws-icon a{background:linear-gradient(transparent,transparent),url("//upload.wikimedia.org/wikipedia/commons/4/4c/Wikisource-logo.svg%22)right 0.1em center/12px no-repeat}.mw-parser-output code.cs1-code{color:inherit;background:inherit;border:none;padding:inherit}.mw-parser-output .cs1-hidden-error{display:none;font-size:100%}.mw-parser-output .cs1-visible-error{font-size:100%}.mw-parser-output .cs1-maint{display:none;color:#33aa33;margin-left:0.3em}.mw-parser-output .cs1-subscription,.mw-parser-output .cs1-registration,.mw-parser-output .cs1-format{font-size:95%}.mw-parser-output .cs1-kern-left,.mw-parser-output .cs1-kern-wl-left{padding-left:0.2em}.mw-parser-output .cs1-kern-right,.mw-parser-output .cs1-kern-wl-right{padding-right:0.2em}.mw-parser-output .citation .mw-selflink{font-weight:inherit}
- Sergei Baranovski, ed. (22 September 2006). Charge Transport in Disordered Solids with Applications in Electronics. Wiley. ISBN 978-0-470-09504-1.
- B.I. Shklovskii; A.L. Efros (9 November 2013). Electronic Properties of Doped Semiconductors. Solid-State Sciences. 45. Springer Science & Business Media. ISBN 978-3-662-02403-4.
- Harald Overhof; Peter Thomas (11 April 2006). Electronic Transport in Hydrogenated Amorphous Semiconductors. Springer Tracts in Modern Physics. 114. Springer Berlin Heidelberg. ISBN 978-3-540-45948-4.
- Martin Pope; Charles E. Swenberg (1999). Electronic Processes in Organic Crystals and Polymers. Oxford University Press. ISBN 978-0-19-512963-2.